# Rawkfist
Rawkfist е сингъл на канадската група Thousand Foot Krutch от 2003 г. и е най-успешната им песен дотогава. Това е петата песен от втория им албум Phenomenon. През 2003 г. песента печели наградата Rap Song Of The Year, като бива номинирана последна. Тревър Макневън твърди, че песента им остава в историята на рап музиката. Тя става най-известната рап песен на Thousand Foot Krutch.